# Palm City
Palm City is een plaats (census-designated place) in de Amerikaanse staat Florida, en valt bestuurlijk gezien onder Martin County.

## Demografie
Bij de volkstelling in 2000 werd het aantal inwoners vastgesteld op 20.097.

## Geografie
Volgens het United States Census Bureau beslaat de plaats een oppervlakte van
42,9 km², waarvan 37,9 km² land en 5,0 km² water. Palm City ligt op ongeveer 0 m boven zeeniveau.

## Plaatsen in de nabije omgeving
De onderstaande figuur toont nabijgelegen plaatsen in een straal van 16 km rond Palm City.